# Fåberg

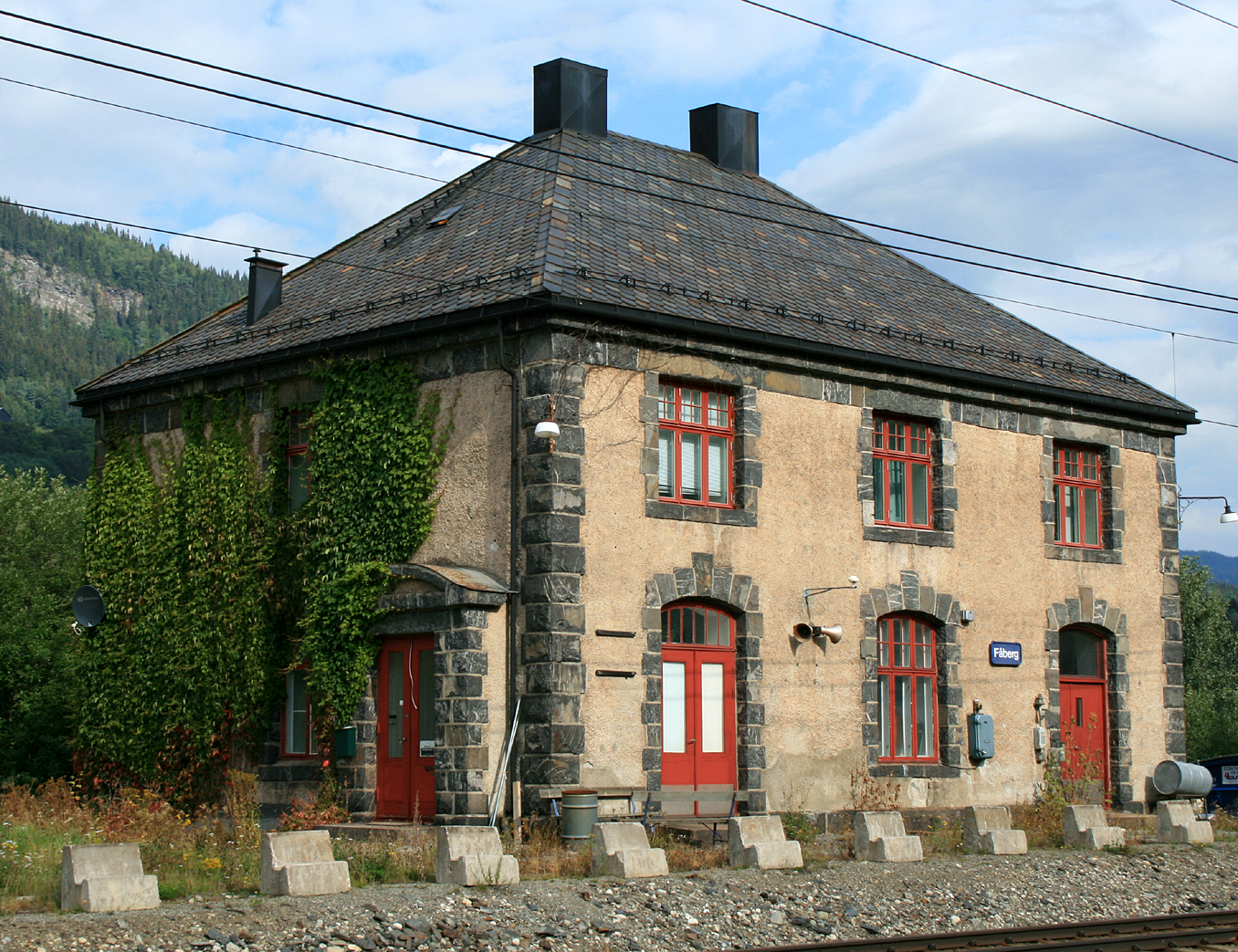
Bahnhofsgebäude Fåberg, 2007

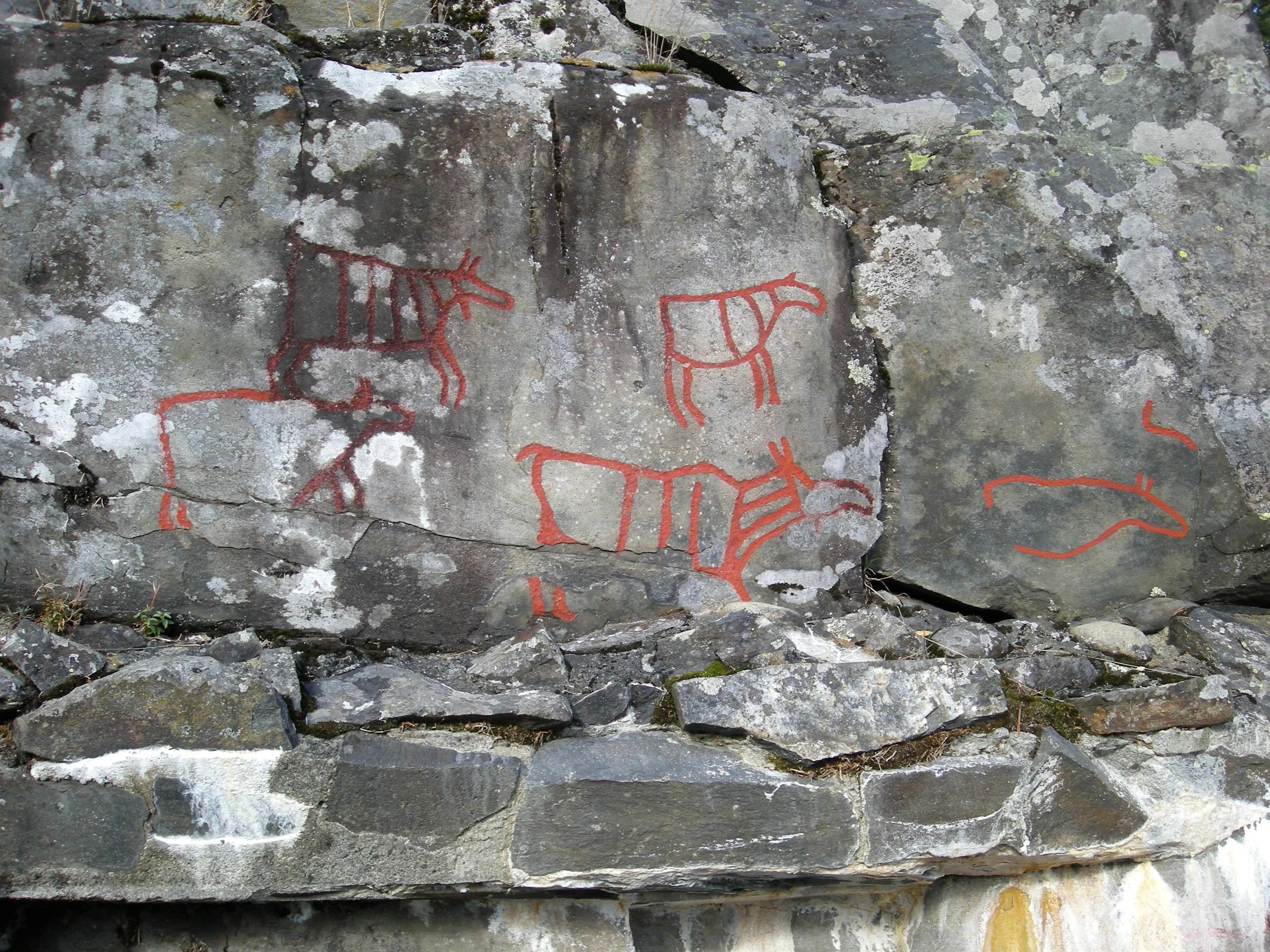
Felsritzungen am Fuß des Drotten, 2008

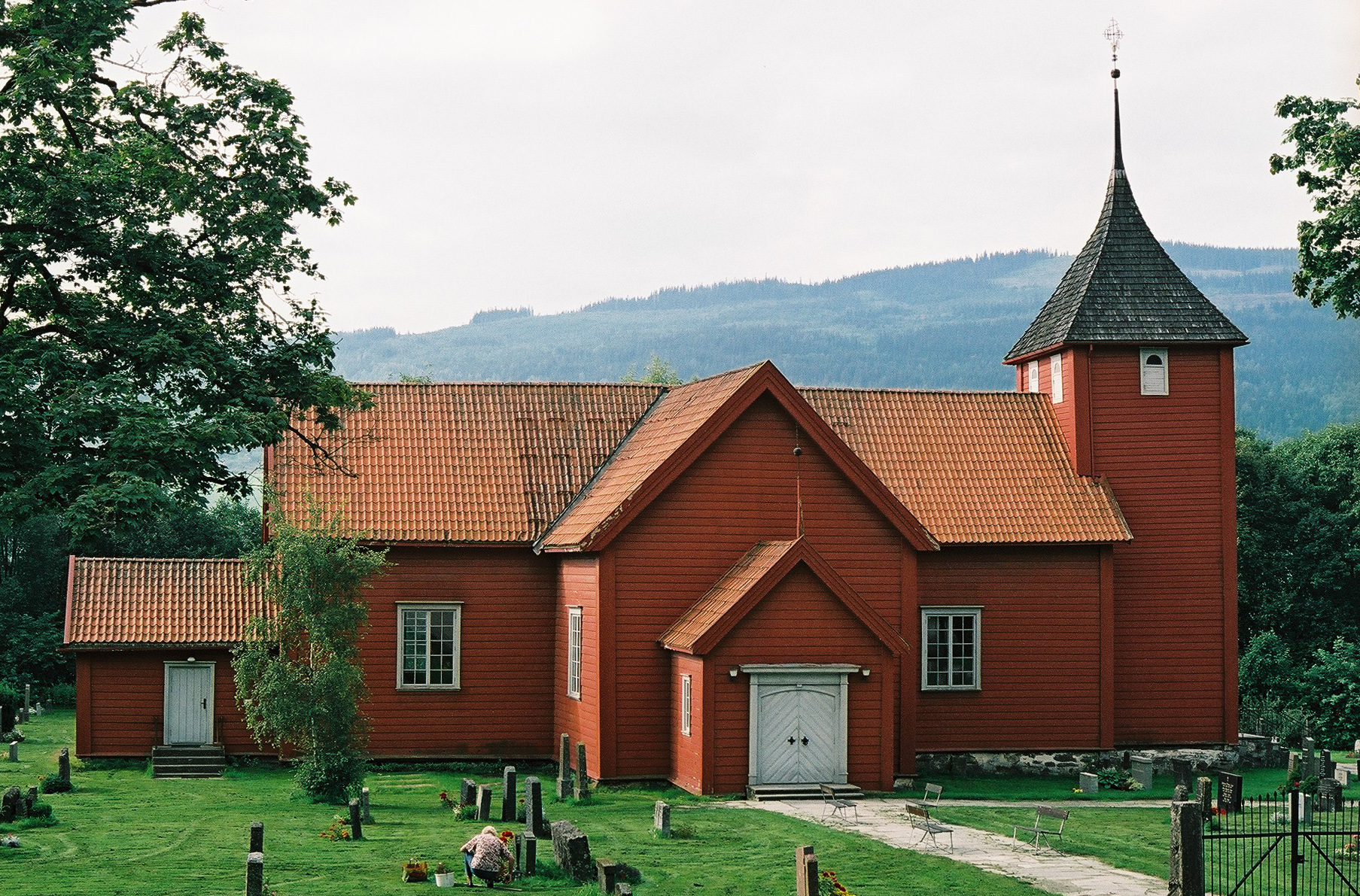
Kirche im Gausdal, 2007

Fåberg ist eine Ortschaft und eine früher eigenständige Gemeinde in der Provinz (Fylke) Innlandet in Norwegen. Der Ort im Gudbrandsdalen liegt 151 Meter über dem Meeresspiegel und erstreckt sich auf einer Fläche von 0,51 km². 2019 hatte Fåberg 710 Einwohner.

## Lage und Geschichte
1838 wurde die Kirchengemeinde Fåberg (Schreibweise bis 1921 Faaberg) eigenständige Kommune. Der Name des Gemeinwesens wurde vom ehemaligen Pfarrhof Faaberg abgeleitet. Seit 1964 gehört Fåberg zur Kommune Lillehammer. Die Ortschaft liegt etwa fünf Kilometer nordwestlich des Stadtzentrums am Fluss Lågen. Trotz seines Status als ehemaliges Zentrum einer eigenständigen Gemeinde befinden sich im Ort keine sozialen Einrichtungen wie Schulen oder Kindergärten.
Fåberg liegt an der Europastraße 6, der wichtigsten Nord-Süd-Achse in Norwegen. Durch den Ort führt der alte Gudbrandsdalsvegen, der heute zu einem Fylkesvei ausgebaut ist. Der Bahnhof des Ortes, an der Dovrebanen gelegen, wurde 1894 eingeweiht, der Personenverkehr jedoch 1965 wieder eingestellt. Das bis heute bewahrte Bahnhofsgebäude stammt aus dem Jahr 1912.
Die Ortschaft grenzt direkt an das 7,1 km² große Naturreservat Lågendelta, das im Oktober 1990 eingerichtet wurde. Es gilt als wichtiges Nist- und Überwinterungsgebiet für Vögel und gehört zu den größten Flussdeltas Norwegens. Nördlich von Fåberg, am Fuß des Drotten, sind 1942 circa 6000 Jahre alte Felsritzungen (mehrere Elchfiguren) entdeckt worden. Ein vier Kilometer langer Kulturpfad verbindet die Petroglyphen mit der 1727 errichteten Kirche von Fåberg, die sich im Gausdal befindet. In der Nähe der Kirche befindet sich der Runenstein von Fåberg.

## Persönlichkeiten
- Otto Aasen (1894–1983), Nordischer Skisportler
- Jon Inge Høiland (* 1977), Fußballspieler
- Kalle Løchen (1865–1893), Maler und Theaterschauspieler
- Carl Sophus Lumholtz (1851–1922), Naturforscher und Ethnologe
- Arne Rustadstuen (1905–1978), Skilangläufer
- Oskar Skogly (1908–1988), Gewerkschaftsfunktionär und Politiker
- Lars Olsen Skrefsrud (1840–1910), Missionar und Sprachforscher in Indien